# Xã đặc quyền Pere Marquette, Michigan
Xã Pere Marquette (tiếng Anh: Pere Marquette Township) là một xã thuộc quận Mason, tiểu bang Michigan, Hoa Kỳ. Năm 2010, dân số của xã này là 2.366 người.